# ديزج مير هماي
ديزج مير هماي هي قرية في مقاطعة سراب، إيران. عدد سكان هذه القرية هو 15 في سنة 2006.